# Pinit
Pinit, en llatí Pinytus, en grec antic Πινυτός, fou un poeta epigramàtic grec autor d'un epitafi sobre Safo, que consta a l'Antologia grega. La seva personalitat és completament desconeguda, però s'ha suposat que podria ser un gramàtic nadiu de Bitínia, llibert d'Epafrodit, el favorit de l'emperador Neró, i que va ensenyar gramàtica a la ciutat de Roma.